# Melecta
Genre
Melecta est un genre d'abeilles communément appelées abeilles coucous, qui parasitent d'autres espèces d'abeilles.

## Liste d'espèces

### SelonNCBI(27 aout 2021)[1]
- Melecta albifrons
- Melecta luctuosa
- Melecta pacifica

### SelonITIS(16 juin 2013)[2]
- Melecta aegyptiaca Radoszkowski, 1876
- Melecta albifrons (Forster, 1771)
- Melecta alcestis Lieftinck, 1980
- Melecta alexanderi Griswold & Parker, 1999
- Melecta amanda Lieftinck, 1980
- Melecta angustilabris Lieftinck, 1980
- Melecta assimilis Radoszkowski, 1876
- Melecta atripes Morawitz, 1895
- Melecta atroalba (Lieftinck, 1972)
- Melecta baeri Radoszkowski, 1865
- Melecta bohartorum Linsley, 1939
- Melecta brevipila Lieftinck, 1980
- Melecta canariensis Lieftinck, 1958
- Melecta candida Lieftinck, 1980
- Melecta caroli Lieftinck, 1958
- Melecta chalybeia (Lieftinck, 1972)
- Melecta chinensis Cockerell, 1931
- Melecta corpulenta Morawitz, 1875
- Melecta curvispina Lieftinck, 1958
- Melecta diacantha Eversmann, 1852
- Melecta diligens Lieftinck, 1983
- Melecta duodecimmaculata (Rossi, 1790)
- Melecta edwardsii Cresson, 1878
- Melecta emodi Baker, 1997
- Melecta excelsa Lieftinck, 1980
- Melecta festiva Lieftinck, 1980
- Melecta fulgida Lieftinck, 1980
- Melecta fumipennis Lieftinck, 1980
- Melecta funeraria Smith, 1854
- Melecta fuscipennis (Morawitz, 1875)
- Melecta gracilipes Lieftinck, 1980
- Melecta grandis Lepeletier, 1841
- Melecta guichardi Lieftinck, 1980
- Melecta guilochei Dusmet y Alonso, 1915
- Melecta honesta Lieftinck, 1980
- Melecta italica Radoszkowski, 1876
- Melecta kuschakewiczi (Radoszkowski, 1890)
- Melecta leucorhyncha Gribodo, 1893
- Melecta luctuosa (Scopoli, 1770)
- Melecta mundula Lieftinck, 1983
- Melecta nivosa Morawitz, 1893
- Melecta obscura Friese, 1895
- Melecta pacifica Cresson, 1878
- Melecta prophanta Lieftinck, 1980
- Melecta separata Cresson, 1879
- Melecta sibirica Radoszkowski, 1890
- Melecta sinaitica (Alfken, 1937)
- Melecta solivaga Lieftinck, 1980
- Melecta thoracica Cresson, 1875
- Melecta transcaspica Morawitz, 1895
- Melecta tuberculata Lieftinck, 1980
- Melecta turkestanica Radoszkowski, 1893

### SelonFauna Europaea(16 juin 2013)[3]
- Melecta aegyptiaca
- Melecta albifrons
- Melecta baerii
- Melecta canariensis
- Melecta candiae
- Melecta caroli
- Melecta curvispina
- Melecta cypriaca
- Melecta diacantha
- Melecta duodecimmaculata
- Melecta festiva
- Melecta fulgida
- Melecta funeraria
- Melecta gracilipes
- Melecta grandis
- Melecta guichardi
- Melecta italica
- Melecta leucorhyncha
- Melecta luctuosa
- Melecta obscura
- Melecta prophanta
- Melecta rutenica
- Melecta tuberculata